# Bilten
Bilten est une localité et une ancienne commune suisse du canton de Glaris, située dans la commune de Glaris Nord.

## Géographie

Photo aérienne prise à 400 m par Walter Mittelholzer (1925).

Selon l'Office fédéral de la statistique, l'ancienne commune de Bilten mesurait 15,81 km2 et était limitrophe de Niederurnen, de Benken et Schänis dans le canton de Saint-Gall, et de Reichenburg et Schübelbach dans le canton de Schwytz.

## Histoire
Le 25 septembre 1799 le passage de la Linth à Bilten, par les troupes françaises et défendu par 40 redoutes autrichiennes, donna lieu à un combat ou la 25e demi-brigade légère de deuxième formation s'y distingua particulièrement.

## Démographie
Selon l'Office fédéral de la statistique, Bilten compte 2 001 habitants fin 2022. Sa densité de population atteint 127 hab./km2.
Le graphique suivant résume l'évolution de la population de Bilten entre 1850 et 2008 :